# Kemuning IV
Kemuning IV is een bestuurslaag in het regentschap Aceh Timur van de provincie Atjeh, Indonesië. Kemuning IV telt 237 inwoners (volkstelling 2010).